# Conseil supérieur des messageries de presse
 (juin 2016).
Si vous disposez d'ouvrages ou d'articles de référence ou si vous connaissez des sites web de qualité traitant du thème abordé ici, merci de compléter l'article en donnant les références utiles à sa vérifiabilité et en les liant à la section « Notes et références ».
En France, le Conseil supérieur des messageries de presse (CSMP) a été institué par la loi du 2 avril 1947, dite loi Bichet. Il s'agissait à l'origine d'un organisme de supervision, chargé de veiller à l'impartialité de la distribution de la presse, mais dénué de véritables pouvoirs.
La loi du 20 juillet 2011 relative à la régulation du système de distribution de la presse lui a conféré la personnalité morale, a modifié sa composition et l'a doté de pouvoirs importants dans son domaine de compétence. Ces pouvoirs sont exercés sous le contrôle d'une autorité administrative indépendante, dénommée Autorité de régulation de la distribution de la presse (ARDP).
Le CSMP ainsi que l’ARDP ont été supprimés par la loi no 2019-1063 du 18 octobre 2019 relative à la modernisation de la distribution de la presse. Cette loi a transféré la mission de régulation de la distribution de la presse à l’ARCEP.

## Composition
Le Conseil supérieur des messageries de presse comprenait vingt membres, nommés par arrêté du ministre chargé de la communication : neuf représentants des éditeurs de journaux et publications périodiques ; trois représentants des sociétés coopératives de messageries de presse ; deux représentants des entreprises commerciales et des messageries de presse concourant aux opérations matérielles de distribution de la presse ; deux représentants des dépositaires de journaux ou publications périodiques ; deux représentants des diffuseurs de presse sur proposition des organisations professionnelles les plus représentatives ; deux représentants du personnel occupé dans les entreprises de messageries de presse.
Les membres du Conseil supérieur des messageries de presse étaient nommés pour quatre ans et leur mandat est renouvelable.
Le président du Conseil supérieur des messageries de presse était élu par l’ensemble de ses membres, parmi les membres ayant la qualité d’éditeur de presse. Son mandat était de quatre ans et il était renouvelable. Jean-Pierre Roger a assuré la présidence de cet organisme depuis juillet 2008 jusqu’à sa liquidation en 2020.

## Missions
Le Conseil supérieur des messageries de presse avait une mission générale : celle de garantir une distribution optimale de la presse. Pour cela il fixait les conditions d’assortiment des titres et de plafonnement des quantités servis aux points de vente ; il définissait les conditions d’une distribution non exclusive par une messagerie de presse et les conditions d’une distribution directe par le réseau des dépositaires centraux de presse ; il fixait le schéma directeur, les règles d’organisation et les missions du réseau des dépositaires centraux de presse et des diffuseurs de presse. Il homologuait les contrats-types des agents de la vente de presse, il fixait les conditions de rémunération des agents de la vente de presse. Il exerçait le contrôle comptable des sociétés coopératives de messageries de presse. 
Le Conseil supérieur avait également une mission de conciliation obligatoire, avant toute action contentieuse, à l’égard des litiges survenant entre des acteurs de la distribution et relatifs au fonctionnement des messageries ou à l’organisation et au fonctionnement du réseau dans son ensemble. 

## Publications
Le Conseil supérieur publiait un rapport annuel d'activité.
Il émettait des avis sur la situation économique et financière des messageries.
Il réalisait et publiait des études.